# Катастрофа DC-9 в Цинциннати
Катастрофа DC-9 в Цинциннати — авиационная катастрофа, произошедшая 2 июня 1983 года. Авиалайнер McDonnell Douglas DC-9-32 авиакомпании Air Canada выполнял плановый рейс AC797 по маршруту Даллас—Торонто—Монреаль, но примерно через 3 часа и 40 минут после взлёта в его хвостовой части вспыхнул пожар. Экипаж смог благополучно посадить самолёт в аэропорту Ковингтона, но через 1 минуту и 30 секунд после приземления и начала эвакуации пассажиров огонь охватил весь лайнер. Из находившихся на его борту 46 человек (41 пассажир и 5 членов экипажа) погибли 23, ещё 16 получили ранения.

## Самолёт
McDonnell Douglas DC-9-32 (регистрационный номер C-FTLU, заводской 47196, серийный 288) был выпущен в 1968 году (первый полёт совершил 8 марта). 7 апреля того же года был передан авиакомпании Air Canada под первоначальным б/н CF-TLU; 1 января 1974 года был перерегистрирован (борт C-FTLU). Оснащён двумя турбореактивными двигателями Pratt & Whitney JT8D-7B. На день катастрофы 15-летний авиалайнер совершил 34 987 циклов «взлёт-посадка» и налетал 36 825 часов.

## Экипаж и пассажиры
Самолётом управлял опытный экипаж, состав которого был таким:
- Командир воздушного судна (КВС) — 51-летний Дональд С. Кэмерон (англ. Donald S. Cameron). Очень опытный пилот, проработал в авиакомпании Air Canada 17 лет и 2 месяца (с 28 марта 1966 года). Управлял самолётами Grumman G-73, Lockheed L-049 Constellation, Douglas DC-3, Douglas DC-4 и Douglas DC-8. В должности командира McDonnell Douglas DC-9 — с ноября 1974 года. Налетал свыше 13 650 часов, 4939 из них на DC-9.
- Второй пилот — 34-летний Клод Уиме (фр. Claude Ouimet). Опытный пилот, проработал в авиакомпании Air Canada 9 лет и 6 месяцев (с 25 ноября 1973 года). В должности второго пилота McDonnell Douglas DC-9 — с февраля 1979 года. Налетал свыше 5650 часов, 2499 из них на DC-9.

В салоне самолёта работали трое бортпроводников:
- Серджио Бенетти (англ. Sergio Benetti), 37 лет — старший бортпроводник. В Air Canada со 2 января 1972 года.
- Джудит Л. Дэвидсон (англ. Judith L. Davidson), 33 года. В Air Canada с 9 июля 1973 года.
- Лаура Каяма (англ. Laura Kayama), 28 лет. В Air Canada с мая 1976 года.

| Гражданство | Пассажиры | Экипаж | Всего |
| ----------- | --------- | ------ | ----- |
| Канада      | 21        | 5      | 26    |
| США         | 2         | 0      | 2     |
| Не указано  | 18        | 0      | 18    |
| Всего       | 41        | 5      | 46    |

Среди пассажиров на борту находился канадский музыкант и певец Стэнли Роджерс (англ. Stanley Rogers).
Всего на борту самолёта находились 46 человек — 5 членов экипажа и 41 пассажир.

## Хронология событий

### Вылет из Далласа, пожар на борту
Рейс AC797 вылетел из Далласа в 16:20 CDT и взял курс на Торонто, на его борту находились 5 членов экипажа и 41 пассажир. В 18:51:14, когда лайнер был на полпути к Торонто, пилоты услышали три резких щелчка — выскочили все три предохранителя механизма смыва в туалетной кабине в хвосте самолёта, защищавших трёхфазные электрические цепи от перегрузок (обычно это происходило, когда пассажиры пользовались туалетом слишком много раз подряд или спускали в унитаз слишком много бумаги, из-за чего тот засорялся и мотор перегревался). Поскольку как раз заканчивалось время обеда, КВС посчитал, что предохранители выскочили именно по этой причине, и попробовал снова включить их, но они не зафиксировались. После этого КВС решил дать мотору немного остыть и повторил свою попытку в 18:59:58, но и на этот раз предохранители не зафиксировались.
Около 19:00 один из пассажиров, сидевших в хвосте лайнера возле туалетной кабины, почувствовал неприятный запах и сообщил об этом стюардессе Дэвидсон; заглянув в кабину и увидев висящую в воздухе висит сизую дымку, она закрыла дверь и попросила стюардессу Каяму позвать старшего бортпроводника Бенетти, который находился в носовой части салона и готовил обед для командира. Подошедший Бенетти тоже не обнаружил в туалете огня, но обратил внимание на чёрный дым, который просачивался сквозь щели обивки. Он достал углекислотный огнетушитель и опрыскал всю туалетную кабину пеной с антипиреном. В 19:02 стюардесса Каяма зашла в кабину экипажа, сообщила пилотам о пожаре в туалете и передала командиру обед.
После сообщения стюардессы КВС попросил второго пилота, который только что закончил свой обед, сходить и проверить туалетную кабину. Когда второй пилот дошёл до конца салона, он обнаружил, что густой дым уже окутывал 3-4 задних ряда сидений. Бортпроводник Бенетти сообщил ему, что он опрыскал кабину пеной из огнетушителя, и что он думает, что исходящий из туалета дым не от сигаретных окурков. В 19:03:31 стюардессы Дэвидсон и Каяма получили сообщение от КВС пересадить всех пассажиров из хвостовой части самолёта в носовую и включить в салоне вентиляцию. В 19:04:07 второй пилот вернулся в кабину экипажа и предложил командиру снизиться, но через несколько секунд в кабину вошёл бортпроводник Бенетти и сообщил, что дым начал рассеиваться. Через 1 минуту КВС попросил второго пилота ещё раз проверить туалетную кабину, но на этот раз тот даже не смог открыть её дверь, так как ручка оказалась слишком горячей. В 19:07:11 второй пилот вернулся в кабину пилотов и сказал командиру, что ему всё это не нравится, и им нужно немедленное снижение.
В 19:05:35, пока второй пилот ходил к туалетной кабине, в кабине экипажа загорелся индикатор «MASTER CAUTION», предупреждавший о потере электропитания во всех шинах левой стойки шасси. В 19:06:12 КВС связался с авиадиспетчерами ближайшего аэропорта и сообщил, что у них проблемы с электропитанием, а в 19:07:41 (после того, как второй пилот вернулся в кабину) лайнер потерял также все шины правой стойки шасси и аварийное электропитание, и второй пилот переключил самолёт на питание от аккумулятора, но часть систем самолёта отключилась, в том числе транспондер, руль высоты и оба бортовых самописца. В 19:08:12 второй пилот снова связался с УВД и передал сигнал бедствия, а КВС начал быстрое снижение с эшелона FL330 (10 050 метров). В 19:08:39 второй пилот в третий раз связался с УВД и сообщил о пожаре на борту. Авиадиспетчеры предложили рейсу 797 совершить аварийную посадку в аэропорту Цинциннати/Северный Кентукки в Ковингтоне, до которого было 64 километра.

### Посадка в Ковингтоне, катастрофа
Пока лайнер снижался, дым постепенно заполнил весь салон и проник в кабину экипажа, так как пилоты оставили её дверь открытой. Они не рискнули выдать пассажирам кислородные маски, поскольку они могли усилить пожар, но бортпроводники выдали пассажирам мокрые полотенца и показали, как открывать аварийные выходы, расположенные над крыльями. В 19:12 рейс 797 снизился до 2438 метров, а в 19:13 до высоты 1500 метров, и авиадиспетчеры аэропорта Ковингтона увидели его на своём радаре. В 19:14:15 пилоты рейса 797 получили разрешение на посадку на взлётную полосу №27L, но вскоре после этого шина, по которой поступало питание от аккумулятора, тоже перегорела, и пилотам пришлось совершать аварийную посадку практически вслепую. В 19:16 в салон из туалетной кабины начал просачиваться огонь. Пассажиры чувствовали удушье от ядовитых продуктов горения (цианиды, фториды и угарный газ), у некоторых уже путалось сознание и было полуобморочное состояние. Перед самой посадкой бортпроводник Бенетти занял переднее место за кабиной экипажа и усадил рядом с собой одного из пассажиров, которому было совсем плохо, а стюардессы Дэвидсон и Каяма заняли места в салоне возле прохода. Дым был уже таким густым и чёрным, что пассажиры даже не могли разглядеть свои руки перед лицом.
В 19:20:09 рейс AC797 приземлился на ВПП №27L аэропорта Цинциннати/Северный Кентукки; в момент торможения у самолёта лопнули четыре шины шасси. Позади лайнера по ВПП уже мчались пожарные машины. Пилоты отключили двигатели, разблокировали аварийные выходы и развернули эвакуационные трапы, после чего второй пилот покинул кабину через правое боковое окно, но уже на земле он обнаружил, что КВС остался в кабине в полуобморочном состоянии, и попросил подъехавших пожарных полить его через правое окно струёй пены; после этого КВС пришёл в себя и смог покинуть кабину через левое окно. Одновременно с этим в салоне, едва самолёт остановился, бортпроводник Бенетти открыл переднюю левую дверь и помог первым пассажирам спуститься по эвакуационному трапу вниз; всего через эту дверь вышли 7 пассажиров и сам Бенетти. Чуть позже стюардесса Каяма открыла правую переднюю дверь и принялась звать пассажиров, но никто уже не откликнулся, поэтому она спустилась сама и стала помогать пассажирам на земле. Также пассажирам удалось открыть три из четырёх аварийных выходов, расположенных в середине салона, и стюардесса Дэвидсон помогла 11 из них выбраться наружу на оба крыла. В этот момент несколько пожарных уже поливали фюзеляж авиалайнера пеной; после этого они собирались через задний вход на левом крыле войти в самолёт, чтобы полить пеной салон, но дым и огонь в хвосте лайнера не позволили им это сделать. Внезапно один из пожарных крикнул: Выбирайтесь быстрее, сейчас всё полыхнёт!.

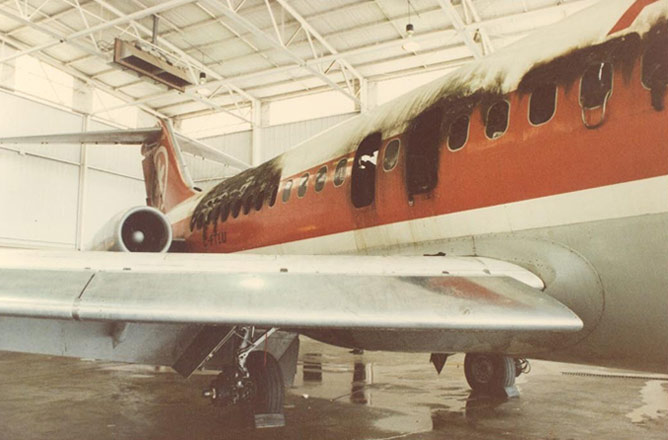
Хвостовая часть рейса 797

Диаграмма травм пассажиров рейса 797 (NTSB) в зависимости от их местонахождения

Менее чем через 90 секунд после остановки лайнера (в 19:21:39) внутри пассажирского салона произошла мощная вспышка — горючие газы, скопившиеся под потолком, соединились с поступившим в салон через открытые аварийные выходы кислородом, и волна огня прокатилась по салону из хвостовой части в сторону кабины экипажа. После этого из лайнера уже никто не выбрался — тела большинства оставшихся внутри пассажиров были потом обнаружены обугленными до неузнаваемости; некоторые пассажиры даже не успели (или не смогли из-за потери сознания) встать со своих кресел, другие были обнаружены прямо в проходе буквально в 3-5 метрах от аварийного выхода, 2 пассажира были обнаружены в проходе в хвостовой части самолёта, куда они попали (предположительно) из-за дезориентации.
Пожарные смогли окончательно потушить пожар только через 56 минут (примерно в 20:16); авиалайнер полностью выгорел изнутри, а фюзеляж снаружи прогорел в нескольких местах. Из находившихся на борту рейса AC797 46 человек погибли 23 (все — пассажиры, в том числе музыкант и певец Стэнли Роджерс), остальные 23 человека (все 5 членов экипажа и 18 пассажиров) выжили, но 16 из них получили ранения (в том числе были те, кто выбрался на крылья и потом неудачно спрыгнул вниз).

## Расследование
Расследование причин катастрофы рейса AC797 проводил Национальный совет по безопасности на транспорте (NTSB).
Изначально следователи NTSB обследовали сгоревший самолёт. Отбросив версию умышленного поджога, они перешли к рассмотрению наиболее вероятной причины возгорания — непотушенной сигарете в корзине для мусора. Корзина была изучена, но следователей ждала неудача — корзина сильно обгорела снаружи, но внутри неё были обнаружены лишь слегка обгоревшие сигареты и листки туалетной бумаги.
Параллельно, изучая историю борта C-FTLU, следователи NTSB обнаружили, что у самолёта было большое количество технических неисправностей, а за 4 года до катастрофы (в 1979 году) в его хвостовой части отвалилась перегородка, вызвавшая взрывную декомпрессию, но экипаж сумел благополучно посадить самолёт. Были порваны электрические кабели и повреждена гидравлическая система, но самолёт успешно отремонтировали, и он продолжил эксплуатацию в Air Canada. Следователи изучили все уцелевшие с момента ремонта провода, но никаких доказательств короткого замыкания обнаружено не было.
Затем эксперты NTSB приступили к изучению бортовых самописцев и выбитых предохранителей в кабине экипажа; им надо было узнать — предохранители выбило из-за пожара, или сам мотор слива послужил причиной пожара. Были построены макеты туалетной кабины и мотора слива и следователи заставили мотор слива заедать от засорения; в итоге он разогрелся аж до +428 °C, но пожара не вызвал.
Следователи NTSB так и не смогли установить, по какой конкретной причине начался пожар. Но, исследуя записи бортовых самописцев, было установлено, что за 3 минуты до выбивания туалетных предохранителей микрофоны речевого самописца в кабине экипажа зафиксировали около восьми звуков искрения от дугового разряда, а параметрический самописец записал колебания параметров электрической сети. Тогда следователи NTSB изучили кабель под туалетной кабиной, который шёл от генератора, и обнаружили, что на двух его проводах отсутствовала изоляция, и они, соприкоснувшись, могли вызвать искру. Так это было или не так, но нет сомнений в том, что пожар с большой долей вероятности возник в непосредственной близости от туалетной кабины и распространялся оттуда по узкому пространству между внешней обшивкой и внутренними декоративными панелями.
Первые минуты после начала пожара большая часть дыма и горючих газов выходили из самолёта через вентиляционную шахту туалетной кабины, но эта труба вскоре расплавилась и газы хлынули в область под полом туалета; после этого пассажиры, сидевшие в хвосте самолёта, начали ощущать подозрительный запах. В 19:03 пожар расплавил клапан сливной трубы, и газы снова стали выходить наружу, из-за чего примерно с 19:04 до 19:07 дым в салоне частично рассеялся, и пассажирам и бортпроводникам показалось, что пожар утих. В любом случае этот пожар, по мнению специалистов, был не особо сильным, поскольку к моменту посадки самолёта он горел уже как минимум 30 минут, но повредил только небольшую область вокруг туалета, и вплоть до посадки в Ковингтоне огонь был практически не виден. Главную проблему создали именно ядовитые и горючие газы, результат неполного сгорания из-за отсутствия достаточного количества кислорода, а также дым и копоть, резко снизившие видимость в салоне к моменту аварийной посадки.
СМИ критиковали пилотов рейса 797 за то, что они не сразу начали снижение, а предварительный отчёт NTSB, опубликованный 8 августа 1984 года, ставил в вину командира тот факт, что он посадил лайнер в аэропорту Цинциннати/Северный Кентукки в Ковингтоне, а не в более близком по его маршруту полёта аэропорту Луисвилла в одноимённом городе (Кентукки). Но второй пилот смог доказать, что самолёт в тот момент летел слишком высоко, и время, требовавшееся для его снижения, было не меньше, чем время полёта к Ковингтону.
Окончательный отчёт расследования NTSB был опубликован 31 января 1986 года.

## Последствия катастрофы
В 1984 году NTSB предложил массу способов улучшения безопасности авиаперевозок. Во всех туалетных кабинах должны были непременно устанавливаться датчики дыма. Все материалы, используемые для обивки салона и кресел, должны быть невозгораемыми. Бортпроводники стали получать лучшее обучение и противопожарное оснащение. На пол салонов всех гражданских самолётов стали наноситься определённые надписи, указывающие номер ряда и направление к аварийному выходу. Также, согласно новым стандартам безопасности, все пассажиры должны иметь возможность покинуть самолёт в течение 90 секунд после его посадки.

## Дальнейшая судьба самолёта

### Борт N994Z

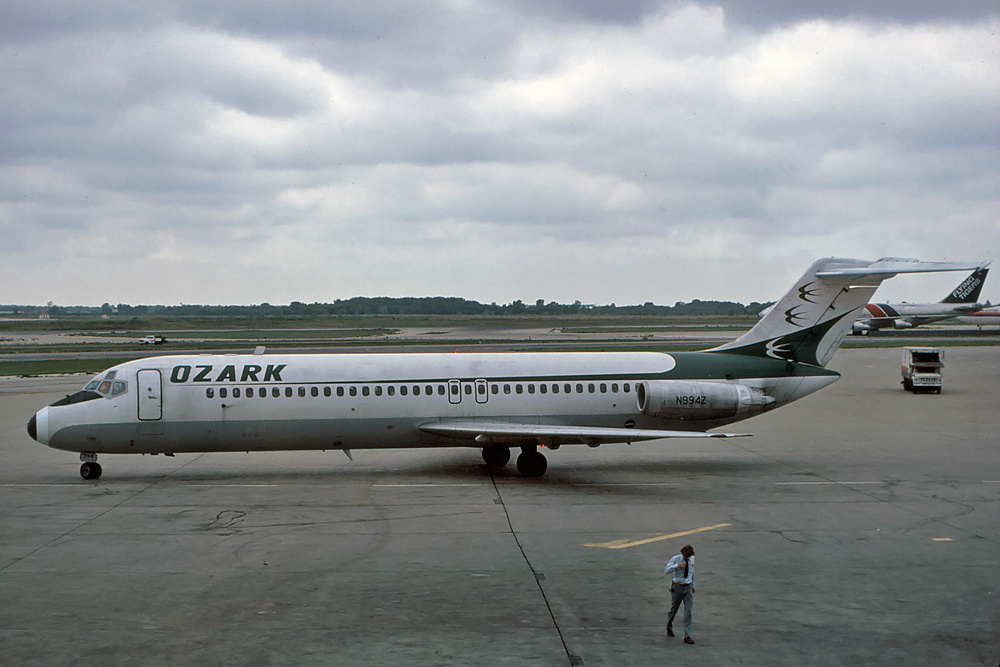
DC-9-31 борт N994Z

После катастрофы сгоревший лайнер был разделан на металлолом, но его правое крыло авиакомпания Air Canada продала авиакомпании Ozark Air Lines, которая заменила его на своём McDonnell Douglas DC-9-31 (борт N994Z) вместо повреждённого после столкновения со снегоуборщиком во время посадки.
Сведения о самолёте
McDonnell Douglas DC-9-31 (заводской номер 47097, серийный 193) был выпущен в 1967 году (первый полёт совершил 26 октября). Оснащён двумя турбовентиляторными двигателями Pratt & Whitney JT8D-7B. Эксплуатировался авиакомпаниями:
- Northeast Airlines — с 6 ноября 1967 года по 1 августа 1972 года,
- Delta Air Lines — с 1 августа 1972 года по 6 июня 1975 года (в обеих летал под постоянным б/н N979NE),
- Ozark Air Lines — с 6 июня 1975 года по 28 июня 1985 года,
- Republic Airlines — с 28 июня 1985 года по 1 октября 1986 года,
- Northwest Airlines — с 1 октября 1986 года по 6 октября 2005 года (во всех летал под постоянным б/н N994Z).

7 октября 2005 года был поставлен на хранение, в 2012 году был списан и разделан на металлолом.

## Культурные аспекты
- Катастрофа рейса 797 Air Canada показана в 4 сезоне канадского документального телесериала Расследования авиакатастроф в серии Схватка с огнём.
- Также она показана в американском документальном телесериале от «MSNBC» Почему разбиваются самолёты (англ. Why Planes Crash) в серии Пожар в небе (англ. Fire In The Sky).